# Драйман, Вильгельм
Вильгельм Драйман (нем. Wilhelm Dreimann; 18 марта 1904, Осдорф, Гамбург, Германская империя — 8 октября 1946, Хамельн) — унтершарфюрер СС, рапортфюрер в концлагере Нойенгамме.

## Биография
Вильгельм Драйман родился 18 марта 1904 года. Происходил из бедной семьи, работал резчиком по дереву в Детмольде. В 1939 году поступил на службу в полицию. С осени 1940 года состоял в охране концлагеря Нойенгамме. С 1941 года был блокфюрером в лагере. С августа 1942 по март 1943 года был заместителем начальника сублагеря Виттенберге Макса Кирштайна и затем служил в сублагере Зальцгиттер-Дрютте. В концлагере Нойенгамме с 1944 по начало мая 1945 года был рапортфюрером в концлагере Нойенгамме. Под руководством шуцхафтлагерфюрера Антона Тумана и Драймана 700 последних оставшихся в лагере заключённых маршем смерти покинули его 30 апреля 1945 года и направились в сторону Фленсбурга.
Общественную сенсацию вызвало убийство 20 еврейских детей в подвале школы Булленхузер Дамм в Ротенбургсорте в ночь с 20 на 21 апреля 1945 года. Дети в возрасте с пяти до двенадцати лет были доставлены из Освенцима в Нойенгамме по просьбе доктора Курта Хайсмаера. После того как Хайсмаер ужё провёл эксперименты над советскими военнопленными дети были заражены туберкулёзом. Затем были изъяты образцы ткани для разработки вакцины. Чтобы устранить свидетелей этого преступления обергруппенфюрер СС Освальд Поль из Берлина приказал «расформировать» отделение Хайсмаера. В подвале школы Альфред Тжебински сделал детям укол морфия,  а затем при участии Иоганна Фрама и Арнольда Штриппеля они были повешены на отопительных трубах. Вместе с детьми были убиты четверо воспитателей и 20 советских военнопленных. Драйман приводил детей в подвал. Бывшие заключённые характеризовали Драймана как садиста и жестокого человека. 4 декабря 1944 года он повесил в бункере лагеря трёх польских медсестёр, которые сопровождали детей из Освенцима в Нойенгамме.
Кроме того, согласно свидетельским показаниям, было доказано участие Драймана в преступлениях в Нойенгамме на финальном этапе войны. Между 21 и 23 апреля 1945 года 71 заключённый, доставленный из полицейской тюрьмы Фульсбюттель в Нойенгамме, был убит в бункере для арестованных.
19 мая 1945 года был арестован британскими войсками в Рендсбурге. 18 марта 1946 года Драйману было предъявлено обвинение британским военным трибуналом в участии в преступлениях в концлагере Нойенгамме на процессе по делу о преступлениях в концлагере Нойенгамме, проходившем в гамбургском здании Curiohaus. 3 мая 1946 года был приговорён к смертной казни через повешение. 8 октября 1946 года приговор был приведён в исполнение в тюрьме Хамельна.